# Claudia Bohrmann-Linde
Claudia Bohrmann-Linde (* 1974 in Remscheid) ist eine deutsche Chemiedidaktikerin und Hochschullehrerin und seit 2018 Lehrstuhlinhaberin am Institut für Didaktik der Chemie an der Bergischen Universität Wuppertal. Sie ist Nachfolgerin des Chemiedidaktikers Michael W. Tausch. Sie betreibt unter anderem curriculare Innovationsforschung zu Experimenten, Konzepten und digitale Medien.

## Leben
Bohrmann-Linde, studierte an der Heinrich-Heine-Universität Düsseldorf die Fächer Englisch und Chemie für das Lehramt der Sekundarstufe I und II. Das erste Staatsexamen schloss sie 1998 mit einer Arbeit über Synthesen und Spektroskopie von amphiphilen Hemicyaninen als Fluoreszenzfarbstoffe im Arbeitskreis von H.-D. Martin in der organischen Chemie ab. Nach ihrem Referendariat (2. Staatsexamen am Studienseminar Krefeld) promovierte sie sich 2003 an der Universität Duisburg-Essen zur Dr. rer. nat. im Arbeitskreis von M. W. Tausch. Der Titel ihrer Dissertation lautete Photoelektrochemie und Elektrolumineszenz – experimentelle und multimediale Erschließung eines neuen Themengebiets für die Lehre.
Von 2006 bis 2011 war sie Akademische Rätin, seit 2011 Akademische Oberrätin an der Bergischen Universität Wuppertal im Fachbereich Chemie und ihre Didaktik im Arbeitskreis von M. W. Tausch. 2016 folgte der Ruf als W3-Professorin an die Eberhard Karls Universität Tübingen, ehe sie 2018 als W3-Professorin für Didaktik der Chemie an die Bergische Universität Wuppertal zurückkehrte.
Forschungsschwerpunkte von Bohrmann-Linde an der Bergischen Universität sind unter anderem die experimentelle und konzeptionelle Erschließung zukunftsträchtiger Themen mit Bezug auf verschiedene Energieformen, Energieumwandlung und den nachhaltigen Umgang mit Energieressourcen für den Einsatz im Chemieunterricht, die Entwicklung von Print- und Elektronikmedien für den Chemieunterricht sowie bilingualer Chemieunterricht.

## Publikationen (Auswahl)
- mit Elisabeth Kiesling, Julian Venzlaff: Titelbild: BNE und Chemieunterricht – BNE als roter Faden durch die Schulchemie und Beispiel einer Lerneinheit zur Klimawirksamkeit von Kohlenstoffdioxid (CHEMKON 3/2023). In: CHEMKON. Band 30, Nr. 3, 2023, ISSN 1521-3730, S. 91–91, doi:10.1002/ckon.202380301.
- mit Simon Kleefeld: Can You See the Heat? – Using a Thermal Imaging Camera in the Chemistry Classroom. In: World Journal of Chemical Education. Band 7, Nr. 2, 12. April 2019, ISSN 2375-1665, S. 179–184, doi:10.12691/wjce-7-2-18.
- mit Diana Zeller: Photosensitizers for Photogalvanic Cells in the Chemistry Classroom. In: World Journal of Chemical Education. Band 6, Nr. 1, 30. Januar 2018, ISSN 2375-1665, S. 36–42, doi:10.12691/wjce-6-1-7.
- mit Michael W. Tausch: Photogalvanic Cells for Classroom Investigations: A Contribution for Ongoing Curriculum Modernization. In: Journal of Chemical Education. Band 80, Nr. 12, 1. Dezember 2003, ISSN 0021-9584, S. 1471, doi:10.1021/ed080p1471.